# Claude Vinci
Claude Vinci, né le 27 mai 1932 à Frédille (Indre) et mort  le 7 mars 2012 à Paris, est un chanteur et parolier français.

## Biographie
Après ses études secondaires à Châteauroux, au Lycée Jean Giraudoux auquel il était très  attaché il s'installe à Paris en 1951. Il joue à la Berrichonne de Châteauroux et au sein de l'International Juniors Football pour le tournoi de Vienne en Autriche. Ami de René Vignal, ce dernier lui présente Yves Montand en 1953 lors des Six-Jours de l'ex Vel-dHiv.
Il choisit alors la chanson, délaissant le football et bien qu'il soit ingénieur diplômé de l'École des Arts et Métiers. Il se produit dans les cabarets de la Rive Gauche de l'époque : L'Écluse, L'Échelle de Jacob, le College Inn, La Colombe, Le Cheval d'or, La Chanson Galande, Le Port du Salut...
En 1956, il est rappelé en Algérie : il déserte après avoir été témoin d'un massacre de femmes et d'enfants commis par l'armée française[réf. nécessaire]. Il participe ensuite au réseau d'aide au Front de libération nationale (FLN) en transportant clandestinement des valises d'argent et en aidant des prisonniers évadés. 
En 1963, il enregistre son premier album chez Philips avec Claude Dejacques : Claude Vinci chante Paul Éluard, préfacé par Yves Montand et orchestré par François Rauber. En 1964 et 1965, il signe deux nouveaux albums chez Philips : Vingt ans déjà se vend à plus de 80 000 exemplaires. Il abandonne le cabaret pour le récital en 1966. 
De 1967 à 1972, il enregistre quatre albums : Chansons pour vivre, Chansons de la Grande Patience, Je revendique, Faire le point. 
Entre 1975 et 1978, il travaille avec Jean-Claude Petit et Jean-François Gaël pour les musiques, et l'arrangeur musical Jean Musy à une cantate intitulée Mon pays. Refusée par sa maison de disques (Le Chant du Monde), cette œuvre ne sera publiée qu’en 1999.
En 1980, fonde avec Christian Dente et Jean Sommer la première école de la chanson en France, l'association nationale « Action chanson », qui devient trois ans plus tard « Les Ateliers Chansons de Paris » (ACP).
En 1984, il abandonne momentanément la chanson. Il travaille alors pour le cinéma en Italie, après avoir rencontré Monica Vitti, pour qui il écrit un film (jamais réalisé).
Il revient à la chanson en 1993 avec l'album Racines, avec lequel il remonte sur scène. Il publie ensuite deux livres, l’un consacré au maquis (La Trop Courte Vie d’Adrien), l’autre à la guerre d’Algérie (Les Portes de fer).
En 2003, il sélectionne une petite cinquantaine de ses chansons pour figurer dans un double album compilatoire intitulé Quarante ans de chansons.

## Discographie

### Albums studio
- 1963 : Claude Vinci chante Paul Éluard (Philips)
- 1964 : Vingt ans déjà...
- 1966 : Chansons pour vivre
- 1967 : Octobre
- 1969 : Chansons de la grande patience (volume 1)
- 1969 : Chansons de la grande patience (volume 2)
- 1971 : Je revendique
- 1972 : Faire le point
- 1993 : Racines
- 1998 : Mon pays toujours [fresque cantate; récitante Danièle Lebrun; arrangements musicaux et direction Jean Musy]
- 1999 : Mon pays

### Compilation
- 2003 : Quarante ans de chansons

## Publications
- La Trop Courte Vie d'Adrien, Le Temps des cerises, 1995
- De désespoirs en espérance : fresque cantate (texte et CD) Textes et chansons. - Pantin : Le Temps des cerises
- Les Portes de fer. « Ma guerre d’Algérie » et « ma » désertion, Le Temps des cerises, 2003